# Hydropsyche saxonica
Hydropsyche saxonica är en nattsländeart som beskrevs av Mclachlan 1884. Hydropsyche saxonica ingår i släktet Hydropsyche och familjen ryssjenattsländor. Arten är reproducerande i Sverige. Utöver nominatformen finns också underarten H. s. tenebricosa.